# 汾西県
汾西県（ふんせい-けん）は中華人民共和国山西省臨汾市に位置する県。

## 歴史
南北朝時代、東魏により設置された臨汾県を前身とする。東魏の時代には汾西郡の郡治とされた。598年（開皇18年）、隋代により汾西県と改称された。
1958年、霍県と統合され霍汾県と改編、同年には霍汾県は洪洞県に編入されている。1960年に霍汾県が再分割、更に1961年には霍汾県も解体され汾西県が設置され現在に至る。

## 行政区画
- 鎮:永安鎮、対竹鎮、勍香鎮、和平鎮、僧念鎮
- 郷:佃坪郷、団柏郷